# Jules Reboul
Jules Reboul, né le 30 août 1846 à Paris où il est mort le 7 décembre 1910 est un architecte français.

## Biographie
Jules Aubert Clément Reboul est le fils de Jacques François Charles Reboul (1812-1862) et d'Adeline Aimée Suzanne Parent.
Il épouse en 1874 la fille de Faustin Besson, Juliette Marie Faustine Besson; François-Étienne Larchey (1795-1881), général de division, Clément Parent, et Alfred Quesnay de Beaurepaire
sont témoins du mariage à Paris. 
Ses réalisations notables en métropole sont l'hôtel Potocki et le musée Jacquemart-André et en province le Château de Bailly à La Chapelle-Rainsouin et le Monument aux victimes de la guerre de 1870 à Lunéville.
Il meurt à l'âge de 64 ans à son domicile de l'avenue de Versailles.